# Lonicera subhispida
Lonicera subhispida là một loài thực vật có hoa trong họ Kim ngân. Loài này được Nakai mô tả khoa học đầu tiên năm 1921.